# Xenacodon
Xenacodon mutilatus es un género extinto de pequeños de mamíferos euterios perteneciente de la familia Leptictidae y de la orden Leptictida. Se han encontrado fósiles en Colorado (Estados Unidos).
- Datos: Q9096600